# Трн (Сливно)
Трн је насељено место у саставу општине Сливно, Дубровачко-неретванска жупанија, Република Хрватска.

## Историја
До територијалне реорганизације у Хрватској налазио се у саставу старе општине Метковић.

## Становништво
На попису становништва 2011. године, Трн је имао 189 становника.
| Број становника по пописима | Број становника по пописима | Број становника по пописима | Број становника по пописима | Број становника по пописима | Број становника по пописима | Број становника по пописима | Број становника по пописима | Број становника по пописима | Број становника по пописима | Број становника по пописима | Број становника по пописима | Број становника по пописима | Број становника по пописима | Број становника по пописима | Број становника по пописима |
| --------------------------- | --------------------------- | --------------------------- | --------------------------- | --------------------------- | --------------------------- | --------------------------- | --------------------------- | --------------------------- | --------------------------- | --------------------------- | --------------------------- | --------------------------- | --------------------------- | --------------------------- | --------------------------- |
| 1857                        | 1869                        | 1880                        | 1890                        | 1900                        | 1910                        | 1921                        | 1931                        | 1948                        | 1953                        | 1961                        | 1971                        | 1981                        | 1991                        | 2001                        | 2011                        |
| 0                           | 0                           | 37                          | 59                          | 71                          | 89                          | 0                           | 0                           | 162                         | 182                         | 203                         | 194                         | 202                         | 228                         | 221                         | 189                         |

Напомена: У 1981. смањено за део насеља који је заједно са делом насеља Михаљ чинио насеље Оток, 1991. називано Оток-Дуба. У 1857., 1869., 1921. и 1931. подаци су садржани у насељу Сливно Равно.

### Попис1991.
На попису становништва 1991. године, насељено место Трн је имало 228 становника, следећег националног састава:
| Попис 1991.‍  | Попис 1991.‍  | Попис 1991.‍ | Попис 1991.‍ | Попис 1991.‍ |
| ------------ | ------------ | ----------- | ----------- | ----------- |
|              |              |             |             |             |
| Хрвати       | Хрвати       |             | 214         | 93,85%      |
| Југословени  | Југословени  |             | 3           | 1,31%       |
| Мађари       | Мађари       |             | 1           | 0,43%       |
| неопредељени | неопредељени |             | 8           | 3,50%       |
| непознато    | непознато    |             | 2           | 0,87%       |
| укупно: 228  |              |             |             |             |